# Aaron Banks
Pour les articles homonymes, voir Banks.
Ne doit pas être confondu avec Aaron Bank.
Aaron Banks (né de parents russes immigrés dans le Bronx, 1928-2013) est un grand maître américain des arts martiaux,, ceinture noire et dixième dan de karaté ; mais aussi spécialiste du kung-fu, du Moo Duk Kwan, du judo et du kickboxing. Il a également été acteur à Broadway et présentateur du show TV The Oriental World of Self-Defence qui a fait des milliers de vues sur HBO, CBS Sports etc. Parmi les premiers participants de cette émission figurent, entre autres, Bruce Lee et Chuck Norris.
Aaron Banks est l’un des premiers promoteurs des arts martiaux aux États-Unis dans les années 1960, et il avait de nombreuses connexions avec le Japon . Il parlait couramment anglais, russe et un peu le français. Il a vécu quatre ans en Europe dans la fin des années 1970.

## Arts martiaux
Aaron Banks a été le Sensei (professeur) de Chuck Norris,,, Roger Moore (pour les films James Bond), Mohamed Ali, Lou Neglia ou encore Fred Williamson et était ami avec Bruce Lee.
Il a fait « la Une » et le sujet d'une cinquantaine de magazines dans la presse papier spécialisée sportive anglophone,, la presse classique comme le New-York Times, mais également dans deux numéros spéciaux de Marvel et de Stan Lee, Deadly Hands of Kung Fu (1974, numéro 17) : The Oriental World of Aaron Banks ! , et Deadly Hands of Kung Fu (1974, numéro 30) :  "Aaron Banks: Master of the Martial and Media Arts!". ,

## Acteur

### Théâtre (acteur et metteur en scène)
Aaron Banks a joué dans plus de cent rôles et a été directeur/metteur en scène d'une cinquantaine de pièces. Exemples :
- Two by Saroyan au East End Theatre : Fancy Dan
- Crime in the whistler room au Martinique Theatre : Edmund Wilson
- Impromptu au  Actors Repertory Theatre : rôle du narrateur
- We are talking only about Paul au 54th Street Theatre : Paul.

### Films
- Greenwich Village Story[22] : Franco [23]
- Saga of a gangster : le gangster
- The Thief :  Harold
- Fist of Fear, The Touch of Death (en) : le promoteur[24]
- One Down, two to go (en) : l'annonceur
- Kiba, the bodyguard - rôle lui-même
- Mean Johnny Barrows (en) : Capt. O'Malley

### Télévision (acteur, présentateur et performeur)
Aaron Banks a été dans plus de deux cent cinquante émissions de télévisions américaines. Exemples :
- The actress (show TV) : le directeur
- Studio one (show TV) : Winslow
- Oriental World of Self-Defense - TV Host (HBO, CBS Sports, etc.) pendant plus de vingt ans.
- Boulevard Warriors - rôle lui-même
- The Mike Douglas Show (4 épisodes) : 
  - épisode #17.223 (1978) : lui-même, Karate Expert
  - épisode #12.240 (1973) : lui-même, Black Belt Karate Expert
  - épisode #12.187 (1973) : lui-même, Karate Expert
  - épisode #12.74 (1972) : lui-même, Karate Expert / Actor